# ليون رايموند
ليون رايموند هو سياسي كندي، ولد في 30 يوليو 1901 في نابيرفيل في كندا، وتوفي في 24 أغسطس 1993. حزبياً، نشط في الحزب الليبرالي الكندي. وقد انتخب عضو مجلس العموم الكندي.